# مايك ماكديرموت
مايك ماكديرموت (بالإنجليزية: Mike McDermott)‏ هو سياسي أمريكي، ولد في 22 نوفمبر 1961 في هاوثورني في الولايات المتحدة. حزبياً، نشط في الحزب الجمهوري. وقد انتخب عضو مجلس النواب لولاية ماريلند.